# Фактоїд

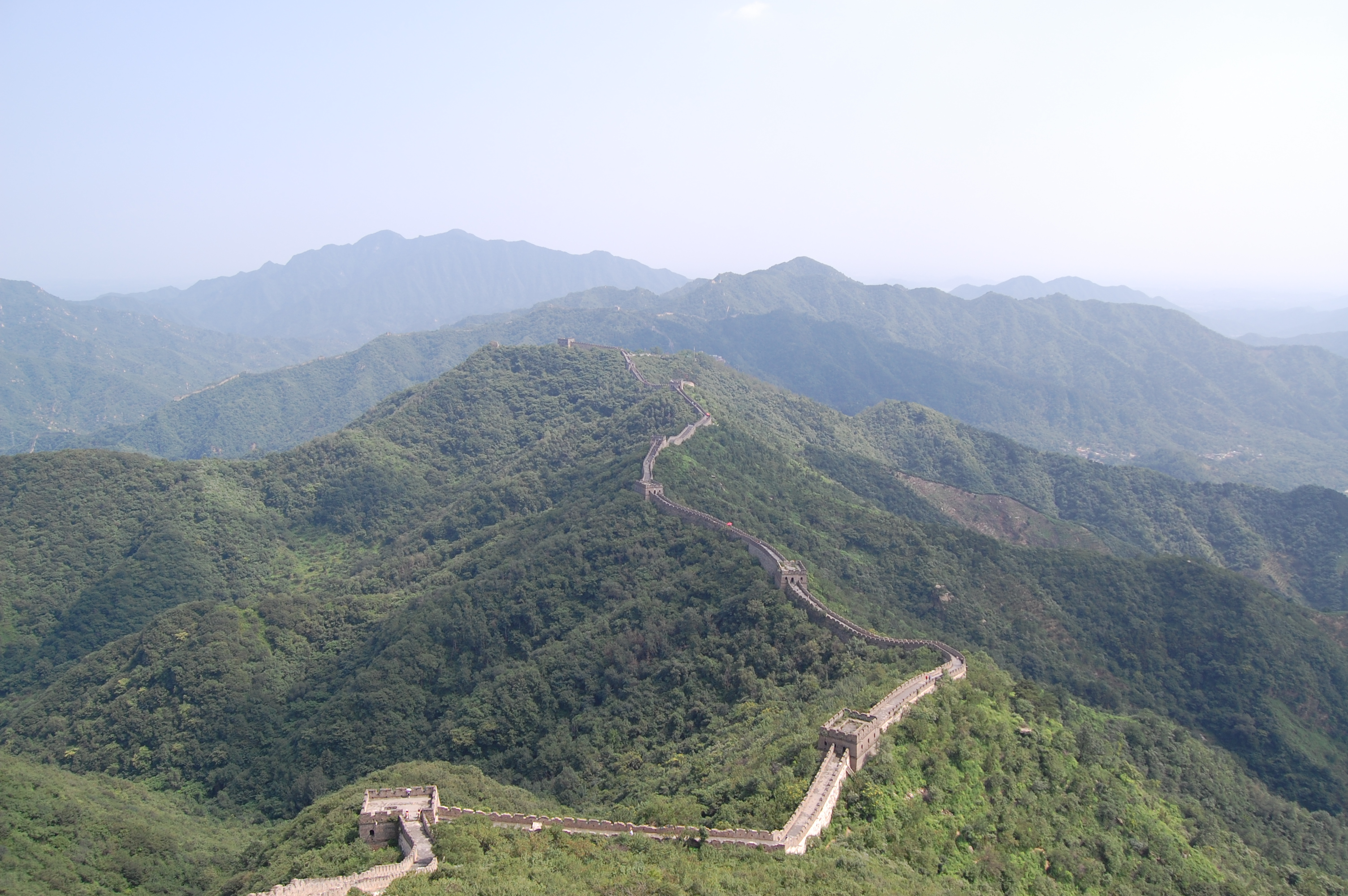
Часто помилково кажуть, що великий китайський мур видно з космосу неозброєним оком

Фактоїд — це припущення або вигадане твердження, подане як факт, або правдивий, але короткий чи тривіальний елемент новини чи інформації.
Термін увів 1973 року американський письменник Норман Мейлер, на означення повідомлення, яке сприймається як факт, навіть якщо воно насправді не відповідає дійсності, або вигаданий факт, який вважається правдою, оскільки з'являється в друкованому вигляді. Від моменту винаходу терміна його використовують для опису короткого або тривіального елемента новини чи інформації.

## Використання
Термін увів американський письменник Норман Мейлер у його біографії Мерилін Монро 1973 року. Мейлер описав фактоїди як «факти, які не існували до появи в журналі чи газеті» й утворив слово, поєднавши слово fact (факт) і закінчення -oid, що означає «подібне, але не те саме». Вошнгтон таймс описала нове слово Мейлера як «щось, що виглядає як факт, може бути фактом, але насправді не є фактом».
Відповідно, фактоїди можуть породити поширені помилкові уявлення і міські легенди або виникнути з них. Через кілька десятиліть після уведення терміна, він набув декількох значень, деякі з яких дуже відрізняються одне від одного. 1993 року Вільям Сафайр виділив кілька контрастних значень слова фактоїд:
- «фактоїд: обвинувальне: дезінформація, яка нібито є фактом; або фальшива статистика»[8];
- «фактоїд: нейтральне: здавалося б, хоча не обов'язково факт»[8];
- «factoid: (версія CNN): маловідома інформація; тривіальні, але цікаві дані»[8].

Це нове значення слова фактоїд як «тривіальний, але цікавий факт» популяризував телеканал CNN Headline News, який протягом 1980-х і 1990-х років часто включав у випуски новин такі факти під заголовком «фактоїд». Ведучий BBC Radio 2 Стів Райт у своєму шоу активно використовує фактоїди.

## На противагу фактлету
Через плутанину в значеннях слова фактоїд деякі посібники з англійської мови не радять його використовувати. Вільям Сафайр у своїй колонці «Про мову» виступав за використання слова фактлет замість фактоїд для означення короткого цікавого факту, але не пояснив, як прийняття цього нового терміна пом'якшить плутанину у значеннях терміна фактоїд.
Сафайр запропонував використовувати фактлет для позначення невеликого або тривіального фрагмента інформації, який, проте, є правдивим або точним. У The Guardian сказано, що Сафайр — письменник, який увів термін фактлет, хоча в його колонка від 1993 року свідчить, що на той час термін уже використовувався. Журнал Atlantic підтримав Сафайра і рекомендував фактлет для позначення «невеликого, ймовірно, неважливого, але цікавого факту», оскільки фактоїд все ще означав фальшивий факт. Термін фактлет використано в таких виданнях, як Mother Jones, San Jose Mercury News та Reno Gazette-Journal.